# Charles Antoine Guillaume Germain
Charles Antoine Guillaume Germain, né le 20 septembre 1770 à Narbonne et mort en 1835, est un révolutionnaire français.

## Biographie
Fils d'un contrôleur du grenier à sel, Charles Germain s'engage dans l'armée à l'approche de la Révolution. Pendant cinq années, il est engagé dans le 12e régiment de hussards. Il devient officier en décembre 1793, mais est destitué en juin 1794 pour ses idées politiques.
Pendant son emprisonnement, à Paris et à Arras, il entretient une correspondance suivie avec Babeuf et se rallie aux thèses de ce dernier. À sa libération, en octobre 1795, il fréquente le club du Panthéon où il se montre virulent contre le directoire exécutif ; il participe ensuite à la "conjuration des Egaux". Arrêté avec les autres conjurés, il est jugé par la Haute-Cour de Vendôme, devant laquelle il se montre virulent : "Nous ne périrons pas tous, aurait-il dit, et ceux de nous qui échapperont à la guillotine, vengeront leurs compagnons et extermineront nos ennemis". Alors que Babeuf et Darthé sont condamnés à mort, il est condamné à la déportation.
À Cayenne, il participe à la défense de la colonie contre les Anglais, qui le font prisonnier en 1809. Il rentre en France en 1814.

## Source
- Article « Germain » de François Wartelle, in Dictionnaire historique de la Révolution française dirigé par Albert Soboul, PUF, 1989 rééd. Quadrige, p. 501).
- Article "Germain" de la Biographie nouvelle des contemporains, Paris, 1822, t. 8, p. 115-116.